# Naissance en 1908
Naissance
- 1904
- 1905
- 1906
- 1907
- 1908
- 1909
- 1910
- 1911
- 1912

Cette page dresse une liste de personnalités nées au cours de l'année 1908.

La liste des naissances est présentée dans l'ordre chronologique.

La liste des personnes référencées dans Wikipédia est disponible dans la page de la Catégorie:Naissance en 1908.

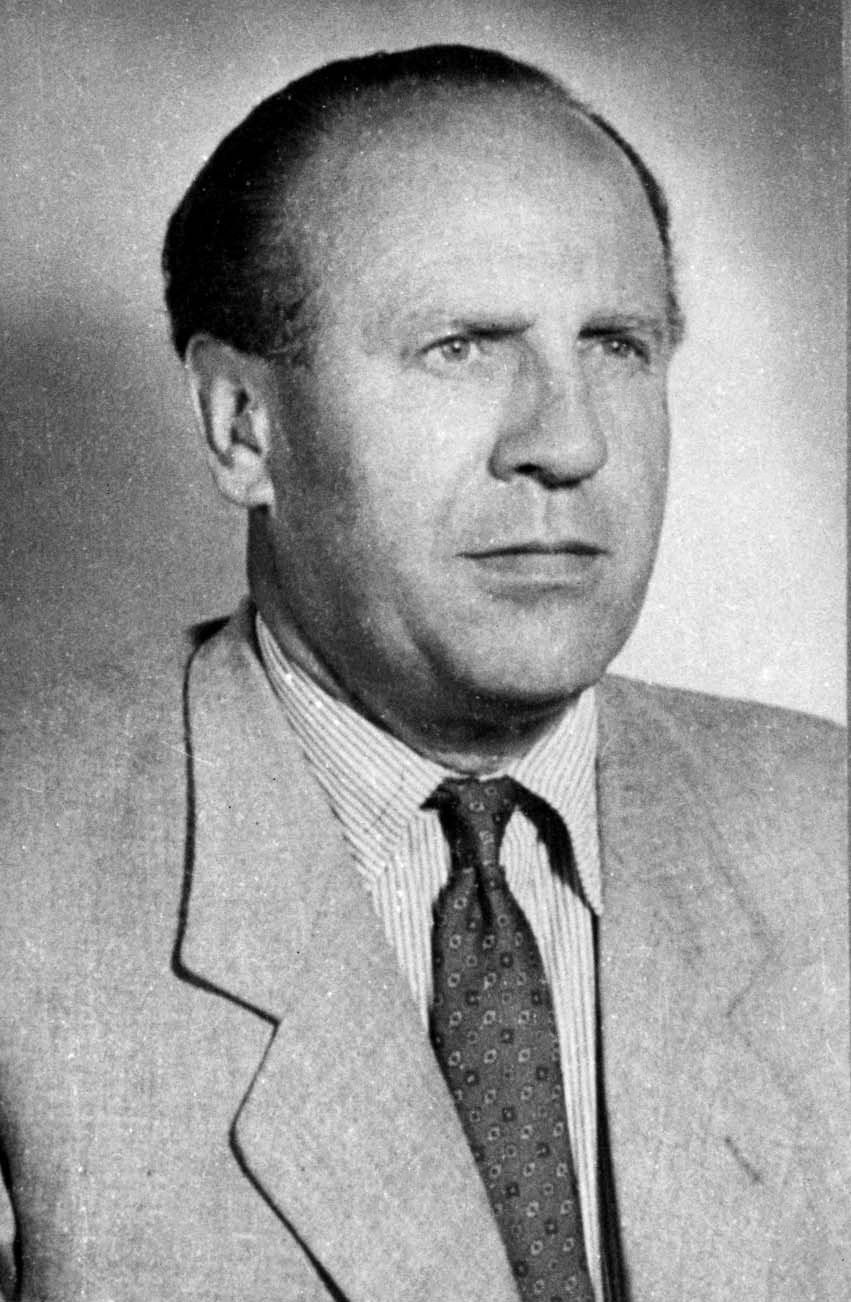
Oskar Schindler

## Janvier
- 3 janvier : Dorothea Wieck, actrice allemande († 19 février 1986).
- 5 janvier :
  - George Dolenz, acteur américain († 8 février 1963).
  - Pierre de Morsier, officier de marine, compagnon de la Libération († 18 septembre 1991).
  - René Schillemann, footballeur français († 6 novembre 1947).
- 6 janvier : Sviatoslav Knouchevitski, violoncelliste russe puis soviétique († 19 février 1963).
- 7 janvier : Philip Bourneuf, acteur américain († 23 mars 1979).
- 8 janvier :
  - William Hartnell, acteur britannique († 23 avril 1975).
  - Vu Cao Dam, peintre et sculpteur vietnamien († 23 juillet 2000).
- 9 janvier : Simone de Beauvoir, écrivain français († 14 avril 1986).
- 10 janvier : Bernard Lee, acteur britannique († 16 janvier 1981).
- 12 janvier :
  - Jean Delannoy, réalisateur français († 18 juin 2008).
  - Alfredo Zalce, peintre, sculpteur, graveur et artiste graphique mexicain († 19 janvier 2003).
- 16 janvier : Orazio Fiume, compositeur italien († 21 décembre 1976).
- 17 janvier : Carol Jane Anger Rieke, astronome et chimiste américaine († 31 décembre 1999).
- 19 janvier : Jacob Niessner, criminel nazi († 14 juillet 1948).
- 21 janvier : Elena Shirman, poétesse juive russe († 10 août 1942).
- 23 janvier : Stanislas-André Steeman, auteur et illustrateur belge d'expression française († 15 décembre 1970).
- 26 janvier : Stéphane Grappelli, violoniste, pianiste et jazzman français († 1er décembre 1997).
- 27 janvier : Juan Melenchón, footballeur espagnol († 11 décembre 1983).
- 28 janvier : Paul Misraki, compositeur et auteur français († 29 octobre 1998).

## Février
- 3 février : Takashi Nagai, écrivain japonais († 1er mai 1951).
- 4 février : Peđa Milosavljević, peintre, avocat, diplomate, dramaturge et écrivain serbe puis yougoslave († 25 janvier 1987).
- 5 février : Peg Entwistle, actrice américaine († 16 septembre 1932).
- 6 février : Ludwig Marmulla, politique allemand et résistant au nazisme († 18 novembre 1990).
- 7 février : Buster Crabbe, nageur et acteur américain († 23 avril 1983).
- 8 février : Myron McCormick, acteur américain († 30 juillet 1962).
- 9 février : Giuseppe Migneco, peintre italien († 28 février 1997).
- 10 février : Jean Coulthard, compositrice canadienne († 9 mars 2000).
- 12 février : Ștefania Cristescu-Golopenția, ethnologue roumaine († 29 mars 1978).
- 13 février :
  - Patrick Barr, acteur britannique († 29 août 1985).
  - William Dozier, acteur et producteur américain († 23 avril 1991).
  - René Monteix, médecin et peintre français († 2 décembre 1997).
- 15 février : Cristóbal Solà, footballeur espagnol († 1er avril 1964).
- 17 février : Jacobus van Egmond, coureur cycliste sur piste néerlandais († 9 janvier 1969).
- 20 février : Henri Janne, sociologue et homme politique belge († 25 octobre 1991).
- 21 février : Lucien Beyer, peintre français († 20 novembre 1981).
- 22 février : John Mills, acteur, producteur et réalisateur britannique († 29 avril 2005).
- 25 février :
  - Frank G. Slaughter, médecin et romancier américain († 17 mai 2001).
  - Domingo Ortega, matador espagnol († 8 mai 1988).
- 26 février :
  - Tex Avery, réalisateur de dessins animés américain († 26 août 1980).
  - Lily Unden, poétesse et peintre luxembourgeoise († 5 septembre 1989).
  - Jean-Pierre Wimille, coureur automobile († 28 janvier 1949).
- 27 février : Dan Solojoff, poète, peintre et illustrateur russe puis soviétique et français († 21 octobre 1994).
- 29 février :
  - Balthus (Balthasar Klossowski de Rola), peintre français d'origine polonaise († 18 février 2001).
  - André Vanderdonckt, coureur cycliste français († 5 août 1982).

## Mars
- 1er mars :
  - Paul Lengellé, peintre et illustrateur français († 18 décembre 1993).
  - Roger Tolmer, peintre et sculpteur français († 24 avril 1988).
- 4 mars : Otto-Erich Kahn, nazi allemand impliqué dans le massacre d'Oradour-sur-Glane († 1977).
- 5 mars : Rex Harrison, acteur britannique († 2 juin 1990).
- 6 mars : Madeleine Lamberet, peintre, graveuse, dessinatrice et professeure de dessin française († 9 mai 1999).
- 7 mars :
  - Carles Bestit, footballeur espagnol († 12 juillet 1972).
  - Anna Magnani, actrice italienne († 26 septembre 1973).
  - Aram, peintre d'origine ukrainienne-juive († 16 octobre 1998).
- 8 mars : Antoine Serra, peintre et graveur français d'origine sarde († 6 mai 1995).
- 9 mars :
  - Francesco Camusso, coureur cycliste italien († 23 juin 1995).
  - Emmanuel le Calligraphe, peintre d'art brut et écrivain français († 5 janvier 1965).
- 12 mars :
  - Rita Angus, peintre et graveuse néo-zélandaise († 25 janvier 1970).
  - Kurt Stöpel, coureur cycliste allemand († 11 juin 1997).
- 14 mars : Maurice Merleau-Ponty, philosophe français († 3 mai 1961).
- 15 mars : José Peirats Valls, militant et historien syndicaliste et anarchiste espagnol († 20 août 1989).
- 17 mars : Siegfried Horn, archéologue allemand († 28 novembre 1993).
- 18 mars : Ho Kŏ-i, homme politique nord-coréen († 2 juillet 1953).
- 19 mars : Numa Andoire, joueur et entraîneur de football français († 2 janvier 1994).
- 20 mars :
  - Roger Auvin, supercentenaire français et doyen de France († 13 octobre 2019).
  - Michael Redgrave, acteur britannique († 21 mars 1985).
  - Roger Trinquier, officier parachutiste français († 11 janvier 1986).
- 24 mars :
  - Jorge González Camarena, peintre et sculpteur mexicain († 24 mai 1980).
  - Pierre Lelong, peintre français († 29 juin 1984).
- 25 mars :
  - Hélène Boucher, aviatrice française († 30 novembre 1934).
  - David Lean, réalisateur britannique († 16 avril 1991).
  - Cecylia Roszak, sœur dominicaine, résistante et supercentenaire polonaise († 16 novembre 2018).
- 28 mars :
  - Grégoire Aslan, acteur arménien († 8 janvier 1982).
  - Maurice Morel, prêtre et peintre français († 15 février 1991).
- 30 mars : Camille Schmit, compositeur belge († 11 mai 1976).

## Avril
- 2 avril :
  - Buddy Ebsen, acteur, chanteur, producteur et compositeur américain († 6 juillet 2003).
  - Eugène Leliepvre, peintre, dessinateur et illustrateur français († 17 novembre 2013).
  - Elena Skuin, peintre russe († 12 février 1986).
- 5 avril :
  - Antonio García García, footballeur espagnol († 5 janvier 1931).
  - Herbert von Karajan, chef d'orchestre allemand († 16 juillet 1989).
  - Jagjivan Ram, homme politique indien († 6 juillet 1986).
- 8 avril :
  - Jacques Enock-Lévi, homme politique français († 9 février 1975).
  - Heinz Schubert, compositeur et chef d'orchestre allemand († 1945).
- 9 avril :
  - Philip Stainton, acteur britannique († 1er août 1961).
  - Victor Vasarely, peintre français d'origine hongroise († 15 mars 1997).
- 11 avril : Marcel Duc, coureur cycliste français († 20 août 1973).
- 12 avril : Carlos Lleras Restrepo, président de la République de Colombie de († 1966 à († 1970 († 27 septembre 1994).
- 16 avril : Ray Ventura, chef d'orchestre français († 29 mars 1979).
- 20 avril : Luciano Montero, coureur cycliste espagnol († août 1993).
- 24 avril :
  - Violet Alva, femme politique indienne, ministre († 20 novembre 1969).
  - Józef Gosławski, sculpteur et médailleur polonais († 23 janvier 1963).
- 25 avril : Fernand Dubuis, peintre et dessinateur suisse († 2 septembre 1991).
- 27 avril :
  - Henri Malvaux, peintre, graveur, sculpteur, mosaïste, cinéaste et enseignant français († 2 juillet 1994).
  - Boualem Titiche, musicien algérien († 1er décembre 1989).
- 28 avril : Oskar Schindler, industriel tchécoslovaque qui obtint le titre de Juste parmi les nations († 9 octobre 1974).

## Mai
- 1er mai : 
  - Giovannino Guareschi, romancier et journaliste italien († 22 juillet 1968).
  - Suzanne Sohet, compositrice française († 1995).
- 2 mai : William Bakewell, acteur américain († 15 avril 1993).
- 3 mai : Mark Dvorzhetski, historien israélien († 15 mars 1975).
- 5 mai : Robert Foulk, acteur américain († 25 février 1989).
- 6 mai :
  - Roberto Echevarría, footballeur espagnol († 17 février 1981).
  - André-Charles Nauleau, peintre français († 9 octobre 1986).
- 7 mai : Valentine Dyall, acteur britannique († 24 juin 1985).
- 9 mai :
  - Lili Erzinger : artiste, peintre et dessinatrice suisse († 7 octobre 1964).
  - Juan Rafa, footballeur espagnol († 20 février 1974).
- 12 mai : Charlotte May Pierstorff, fillette célèbre aux États-Unis († 25 avril 1987).
- 17 mai : Antonio Pesenti, coureur cycliste italien († 10 juin 1968).
- 20 mai : James Stewart, acteur américain († 2 juillet 1997).
- 21 mai :
  - Lélia Constance Băjenesco, première femme radioamatrice de Roumanie († 15 décembre 1980).
  - Émile Lopez, footballeur français († 31 janvier 1960).
  - Joseph Raumann, peintre hongrois († 17 janvier 1999).
- 23 mai : Tomiko Itooka, supercentenaire japonaise, doyenne de l'humanité († 29 décembre 2024).
- Hélène Boucher, aviatrice française (†30 novembre 1934).
- 26 mai : Robert Morley, acteur et scénariste britannique († 3 juin 1992).
- 28 mai :
  - Ian Fleming, romancier britannique († 12 août 1964).
  - Luigi Veronesi, photographe, peintre, scénographe et réalisateur italien († 25 février 1998).
- 29 mai : Severino Caveri, homme politique et juriste italien († 19 décembre 1977).
- 30 mai : 
  - Hannes Alfvén, astrophysicien suédois († 2 avril 1995).
  - Mel Blanc, acteur et doubleur américain († 10 juillet 1989).
- 31 mai :
  - Don Ameche, acteur et réalisateur américain († 6 décembre 1993).
  - Ernest Terreau, coureur cycliste français († 19 février 1983).

## Juin
- 1er juin : Nadine Landowski, peintre française († 14 janvier 1944).
- 5 juin : Pedro Suárez, footballeur espagnol naturalisé argentin († 18 avril 1979).
- 7 juin : Raffaele Di Paco, coureur cycliste italien († 21 mai 1996).
- 8 juin : 
  - Leo Lemešić, joueur, arbitre et entraîneur de football serbe puis yougoslave († 15 août 1978).
  - Inah Canabarro Lucas, religieuse brésilienne supercentenaire, doyenne de l'humanité († 30 avril 2025).
- 9 juin : Joaquín Juan Roig, footballeur espagnol († 3 avril 1975).
- 12 juin :
  - José Iborra, footballeur espagnol († 17 septembre 2002).
  - Otto Skorzeny, officier allemand († 6 juillet 1975).
- 13 juin :
  - Robert Dubourg, peintre français († 3 octobre 1979).
  - Maria Helena Vieira da Silva, peintre portugaise († 6 mars 1992).
- 18 juin : Bud Collyer, acteur américain († 8 septembre 1969).
- 20 juin : Santiago Zubieta, joueur et entraîneur de football espagnol († 3 septembre 2007).
- 21 juin : Joséphine Troller, peintre suisse († 19 août 2004).
- 24 juin :
  - Moses Bagel, peintre et illustrateur lituanien († 4 avril 1995).
  - Hugo Distler, organiste et compositeur allemand († 1er novembre 1942).
- 25 juin : 
  - Willard Van Orman Quine, philosophe américain († 25 décembre 2000).
  - Sabine André, actrice belge († 18 octobre 2011)
- 26 juin : Salvador Allende, homme politique chilien († 11 septembre 1973).
- 28 juin : Hendrik Fayat, homme politique belge († 21 septembre 1997).
- 29 juin :
  - John Hench, peintre officiel américain de Mickey Mouse († 5 février 2004).
  - René Gerber, maître de musique, compositeur d'opéras, de musique de chambre et de musique pour orchestre suisse († 21 novembre 2006).

## Juillet
- 2 juillet : Thurgood Marshall, premier juge afro-américain à être nommé à la Cour suprême des États-Unis († 24 janvier 1993).
- 3 juillet : Lucien-Marie Le Gardien, peintre français († 5 novembre 1978).
- 4 juillet : Henri Conchy, footballeur français († 6 mai 1993).
- 5 juillet : 
  - Henri d'Orléans, prétendant orléaniste au trône de France et chef de la Maison royale d'Orléans († 19 juin 1999).
  - Clemens Pausinger, magistrat et résistant allemand († 18 juillet 1989).
- 6 juillet : René Troadec, officier des Forces françaises libres, Compagnon de la Libération († 10 août 1986).
- 8 juillet : Kaii Higashiyama, peintre japonais († 6 mai 1999).
- 9 juillet :
  - André Jordan, peintre, lithographe et sculpteur français († 26 octobre 1982).
  - Takashi Asahina, chef d'orchestre japonais († 29 décembre 2001).
- 10 juillet : Kourkène Medzadourian, écrivain et médecin arménien († 27 décembre 1996).
- 15 juillet : Henryk Zygalski, mathématicien et cryptologue polonais († 30 août 1976).
- 12 juillet : Milton Berle, humoriste, acteur, compositeur et scénariste américain († 27 mars 2002).
- 20 juillet :
  - Jerry Desmonde, acteur britannique († 11 février 1967).
  - La Niña de La Puebla, chanteuse espagnole († 14 juin 1999).
- 23 juillet : Karl Swenson, acteur américain († 8 octobre 1978).
- 28 juillet : Henri Pertus, peintre français († 17 février 1988).
- 29 juillet : Tanaka Isson, peintre japonais († 11 septembre 1977).

## Août
- 3 août : Birgit Cullberg, chorégraphe suédoise († 8 septembre 1999).
- 5 août : Philip Coolidge, acteur américain († 23 mai 1967).
- 6 août :
  - Marianne Clouzot, illustratrice et peintre française († 23 juillet 2007).
  - Lajos Vajda, peintre et graphiste hongrois († 7 septembre 1941).
- 8 août : Arthur Morton, musicien américain († 15 avril 2000).
- 9 août :
  - A.I. Bezzerides, scénariste, romancier et éphémère acteur américain († 1er janvier 2007).
  - Tommaso Landolfi, écrivain italien († 8 juillet 1979).
- 14 août :
  - Erich Altosaar, basketteur, volleyeur et footballeur estonien († 11 octobre 1941).
  - Otto Lantschner, skieur alpin, acteur et directeur de la photographie austro-allemand († 1er septembre 1989).
- 15 août : Jesús Rubio García-Mina, juriste, haut fonctionnaire, professeur d'université, académicien et homme politique espagnol († 13 juillet 1976).
- 19 août : Abdul Rashid Khan, chanteur de musique hindoustanie indien († 18 février 2016).
- 21 août : David Farrar, acteur anglais († 31 août 1995).
- 22 août :
  - René Gervais, résistant français, compagnon de la Libération († 22 octobre 1997).
  - Henri Cartier-Bresson, photographe français († 3 août 2004).
- 23 août :
  - Nhiek Tioulong, homme politique cambodgien († 9 juin 1996).
  - Anna Zemánková, peintre, dessinatrice et pastelliste austro-hongroise puis tchécoslovaque († 15 janvier 1986).
- 25 août : Walter Burke, acteur américain († 4 août 1984).
- 26 août : Jacques-Paul Martin, cardinal français de la curie romaine († 27 septembre 1992).
- 27 août : Lyndon B. Johnson, président des États-Unis († 22 janvier 1973).
- 28 août : Robert Merle, écrivain français († 27 mars 2004).
- 29 août : André Missant, peintre, dessinateur et sculpteur français († 21 février 1977).
- 30 août :
  - Leonor Fini, peintre surréaliste, décoratrice de théâtre et écrivaine d'origine italienne († 18 janvier 1996).
  - Maurice Archambaud, coureur cycliste français († 3 décembre 1955).

## Septembre
- 3 septembre :
  - Alex Curling, homme politique d'origine afro-caribéenne († 22 août 1987).
  - Salim, peintre indonésien († 13 octobre 2008).
- 4 septembre : 
  - Edward Dmytryk, réalisateur américain d'origine canadienne († 1er juillet 1999).
  - Richard Wright, écrivain américain († 28 novembre 1960).
- 5 septembre : Josué de Castro, écrivain, médecin, géographe, homme politique brésilien († 24 septembre 1973).
- 6 septembre : Alfred Schieske, acteur allemand († 14 juillet 1970).
- 9 septembre :
  - Akim Kozlov, tromboniste russe († 22 novembre 1992).
  - Bernard Lorjou, peintre et graveur (lithographie, eau-forte et gravure sur bois) français († 26 janvier 1986).
  - Cesare Pavese, écrivain italien († 27 août 1950).
- 10 septembre : Nikolaï Patolitchev, homme politique russe puis soviétique († 1er décembre 1989).
- 13 septembre : Sicco Mansholt, Président de la Commission européenne de 1972 à 1973 († 29 juin 1995).
- 17 septembre : Paul Ackerman, peintre, lithographe, sculpteur et décorateur de théâtre roumain naturalisé français († 13 mars 1981).
- 18 septembre :
  - Richard Billings, acteur américain († 17 août 1965).
  - Lise Børsum, écrivaine norvégienne († 29 août 1985).
- 20 septembre :
  - Arsène Heitz, peintre français († 30 août 1989).
  - Henri Plisson, peintre, céramiste et enseignant français († 9 novembre 2002).
- 25 septembre :
  - Roger Beaufrand, coureur cycliste français († 14 mars 2007).
  - John Bright, bibliste américain († 26 mars 1995).
- 30 septembre : David Oïstrakh, violoniste russe († 24 octobre 1974).

## Octobre
- 1er octobre : Giuseppe Casoria, cardinal italien de la curie romaine († 8 février 2001).
- 3 octobre :
  - Aníbal Muñoz Duque, cardinal colombien, archevêque de Bogota († 15 janvier 1987).
  - David Herbert, chanteur et écrivain britannique († 3 avril 1995).
- 6 octobre : Carole Lombard, actrice américaine († 16 janvier 1942).
- 12 octobre : Arthur Space, acteur américain († 13 janvier 1983).
- 16 octobre : Enver Hoxha, dictateur et homme d'État albanais († 11 avril 1985).
- 17 octobre :
  - Yang Jingnian, économiste et traducteur chinois († 4 septembre 2016).
  - Dmitri Oustinov, ingénieur, homme politique et militaire russe puis soviétique († 20 décembre 1984).
  - Jan van Hout, coureur cycliste néerlandais († 22 février 1945).
- 21 octobre : Howard Ferguson, compositeur, pianiste, pédagogue et musicologue britannique († 31 octobre 1999).
- 22 octobre : Paul Abrioux, aviateur français († 17 novembre 1951).
- 25 octobre :
  - Antonio Canepa, homme politique, universitaire et essayiste italien († 17 juin 1945).
  - Adílio Daronch, martyr brésilien († 21 mai 1924).
- 26 octobre : Isis Kischka, peintre figuratif français († 20 décembre 1973).
- 29 octobre : Vicente Asencio, compositeur espagnol († 4 avril 1979).
- 31 octobre : 
  - Charles Lieby, résistant français, batelier du Rhin († 27 septembre 1943).
  - Quinto Martini, sculpteur, peintre et poète italien († 9 novembre 1990).

## Novembre
- 1er novembre : Michel Paccard, joueur français de hockey sur glace († 4 juillet 1987).
- 2 novembre : Bunny Berigan, chanteur et trompettiste américain († 2 juin 1942).
- 4 novembre : Józef Rotblat, physicien britanno-polonais, prix Nobel de la paix en 1995 († 31 août 2005).
- 6 novembre : Françoise Dolto, médecin psychiatre et psychanalyste française, spécialiste de la psychanalyse de l'enfance († 25 août 1988).
- 11 novembre :
  - Martin Held, acteur de théâtre et de cinéma allemand († 31 janvier 1992).
  - Vivaldo Martini, peintre et professeur de peinture suisse († 1990).
- 14 novembre : Joseph McCarthy, homme politique américain, créateur du Maccarthysme († 2 mai 1957).
- 16 novembre :
  - Gueorgui Vinogradov, ténor lyrique russe puis soviétique († 11 novembre 1980).
  - Sœur Emmanuelle, religieuse belge, petite sœur des pauvres († 20 octobre 2008).
- 19 novembre :
  - Alan Baxter, acteur américain († 7 mai ou 8 mai 1976).
  - Daniel-Lesur, compositeur et organiste français († 2 juillet 2002).
  - Nikolaï Joukov, peintre, graphiste, illustrateur et affichiste russe puis soviétique († 24 septembre 1973).
- 21 novembre : Domingo Torredeflot, footballeur espagnol († 19 janvier 1974).
- 23 novembre : Nikolay Nossov, écrivain russe puis soviétique († 26 juillet 1976).
- 24 novembre :
  - Maria Jarema, peintre, sculptrice et scénographe polonaise († 1er novembre 1958).
  - Libertad Lamarque, actrice et chanteuse argentine († 12 décembre 2000).
- 25 novembre : Manuel Antonio de Varona y Loredo, homme politique cubain († 29 octobre 1992).
- 28 novembre : Claude Lévi-Strauss, anthropologue et philosophe français († 30 octobre 2009).
- 29 novembre : Adam Clayton Powell Jr., homme politique américain († 4 avril 1972).

## Décembre
- 2 décembre : Rufe Davis, acteur américain († 13 décembre 1974).
- 3 décembre : Edward Underdown, acteur anglais († 15 décembre 1989).
- 6 décembre : Herman Rapp, footballeur américain d'origine allemande († 1er mai 1986).
- 7 décembre : Son Ngoc Thanh, ancien premier ministre du Cambodge († 8 août 1977).
- 8 décembre : Alphonse Hurth, résistant français († 5 mai 1944).
- 9 décembre : Gaston Larrieu, peintre français († 5 décembre 1983).
- 10 décembre : Olivier Messiaen, compositeur français († 27 avril 1992).
- 11 décembre :
  - Elliott Carter, compositeur de musique contemporaine américain († 5 novembre 2012).
  - Manoel de Oliveira, réalisateur portugais († 2 avril 2015).
- 13 décembre :
  - Henry Lhotellier, maître verrier et peintre français († 17 mai 1993).
  - Plinio Corrêa de Oliveira, avocat, député, enseignant brésilien et fondateur du mouvement Tradition Famille Propriété († 3 octobre 1995).
- 14 décembre :
  - Morey Amsterdam, acteur américain († 27 octobre 1996).
  - Mieczysław Lurczyński, peintre polonais († 28 septembre 1992).
  - Laurence Naismith, acteur britannique († 5 juin 1992).
- 15 décembre ou  15 décembre 1906 : To Ngoc Van, peintre vietnamien († 17 juin 1954).
- 17 décembre :
  - Albert Hehn, acteur allemand († 29 juillet 1983).
  - Raymond Louviot, coureur cycliste français († 14 mai 1969).
- 20 décembre : Germaine Lacaze, peintre, graveuse et aquafortiste française († 1er janvier 1994)
- 21 décembre : Edward Cakobau, chef coutumier autochtone, soldat, homme politique et joueur de cricket fidjien († 25 juin 1973).
- 22 décembre : Max Bill, architecte, peintre, sculpteur, designer, créateur de caractères, graphiste, éditeur, théoricien de l’art et homme politique suisse († 9 décembre 1994).
- 23 décembre : Carmelo Pérez, matador mexicain († 28 octobre 1931).
- 25 décembre : Quentin Crisp, écrivain, mannequin, acteur et conteur anglais († 21 novembre 1999).
- 28 décembre : Lew Ayres, acteur, réalisateur et producteur de cinéma américain († 30 décembre 1996).
- 31 décembre : 
  - Simon Wiesenthal, survivant autrichien des camps d'extermination nazis († 2005).
  - Dulcie Howes, danseuse, chorégraphe et professeure de danse sud-africaine († 1993).

## Date inconnue
- Aron Haber Beron, peintre franco-polonais († 1933).
- Mohamed Ennouri, auteur-compositeur-interprète et musicien tunisien († 8 novembre 1977).
- Nguyen Gia Tri, peintre de figures et laqueur vietnamien († 1993).
- Berthe Raharijaona, avocate malgache († janvier 2003).
- Lucila Rubio de Laverde, féministe et pédagogue colombienne († 1970).
- Yamazaki Taihō, peintre et calligraphe japonais († janvier 1991).
- 1903 ou 1908 :
- Sarkis Bedikian, résistant arménien mort pour la France († 21 août 1944)

## Vers 1908
- Krikor Bédikian, peintre d’origine arménienne († 24 novembre 1981).